# Campionat del Món de supercross
|  | Aquest article tracta sobre el títol de Campió del món. Si cerqueu informació sobre el títol de Campió AMA interestatal, vegeu «Campionat AMA de supercross». |

El Campionat del Món de supercross (oficialment AMA Supercross i, inicialment, FIM Supercross World Championship) és la màxima competició internacional de supercross. Instaurat per la FIM el 1992, de cara a la temporada 2008 es va fusionar amb el Campionat AMA de supercross, de manera que l'AMA esdevingué l'entitat reguladora d'ambdós campionats. El 2022, la FIM recuperà el campionat com a competició diferenciada de l'AMA Supercross.

## Historial
A 1 de gener de 205
| Any                           | Campió             | Motocicleta |
| ----------------------------- | ------------------ | ----------- |
| 1992                          | Jeff Stanton       | Honda       |
| 1993                          | Guy Cooper         | Honda       |
| 1994                          | Jeremy McGrath     | Honda       |
| 1995                          | Jeremy McGrath     | Honda       |
| 1996                          | Jeff Emig          | Honda       |
| 1997                          | Damon Huffman      | Honda       |
| 1998                          | Robbie Reynard     | Suzuki      |
| 1999                          | David Vuillemin    | Yamaha      |
| 2000                          | Mike LaRocco       | Honda       |
|                               |                    |             |
| 2003                          | Chad Reed          | Yamaha      |
| 2004                          | Heath Voss         | Yamaha      |
| 2005                          | Ricky Carmichael   | Suzuki      |
| 2006                          | James Stewart, Jr. | Kawasaki    |
| 2007                          | James Stewart, Jr. | Kawasaki    |
| Fusionat amb l'AMA Supercross |                    |             |
| 2008                          | Chad Reed          | Yamaha      |
| 2009                          | James Stewart, Jr. | Yamaha      |
| 2010                          | Ryan Dungey        | Suzuki      |
| 2011                          | Ryan Villopoto     | Kawasaki    |
| 2012                          | Ryan Villopoto     | Kawasaki    |
| 2013                          | Ryan Villopoto     | Kawasaki    |
| 2014                          | Ryan Villopoto     | Kawasaki    |
| 2015                          | Ryan Dungey        | KTM         |
| 2016                          | Ryan Dungey        | KTM         |
| 2017                          | Ryan Dungey        | KTM         |
| 2018                          | Jason Anderson     | Husqvarna   |
| 2019                          | Cooper Webb        | KTM         |
| 2020                          | Eli Tomac          | Kawasaki    |
| 2021                          | Cooper Webb        | KTM         |
| Separat de l'AMA Supercross   |                    |             |
| 2022                          | Ken Roczen         | Honda       |
| 2023                          | Ken Roczen         | Suzuki      |
| 2024                          | Eli Tomac          | Yamaha      |

## Estadístiques

### Campions amb més de 3 títols
A 1 de gener de 2025
| Pilot          | Títols |
| -------------- | ------ |
| Ryan Dungey    | 4      |
| Ryan Villopoto | 4      |